# El Abbasiyya
El Abbasiyya es una antigua ciudad de Túnez, junto a Kairuán (unos 3 km al sureste) fundada por el emir Ibrahim I ibn Aglab, fundador de la dinastía aglabí de Ifriqiya, en el año 800 y capital de los aglabíes del año 800 al 877. Ibrahim le dio el nombre en honor de los califas abasíes, sus soberanos nominales. 
En esta ciudad, el emir Ibrahim I recibió a los embajadores de Carlomagno que pedían las reliquias de San Cipriano en 805. Al mismo tiempo, con los enviados de Constantino, patricio bizantino de Sicilia, se concertó una tregua (kudna) y un intercambio de prisioneros: los embajadores francos entregaron al emir los regalos del emperador Carlomagno para el califa abasí de Bagdad. 
En la ciudad se acuñó moneda. La fundación por Ibrahim II Abú Ishaq ibn Ahmed de la ciudad de Raqqada el año 867, a unos 10 km al suroeste de Kairuán, puso fin a su capitalidad en el emirato de Ifriqiya e inició su decadencia hasta que El Abbasiyya fue destruida durante la invasión de los Banu Hilal a la mitad del siglo XI. 
En El Abbasiyya nacieron algunos personajes destacados, siendo el principal el primer historiador de Al-Kayrawan, Abul Arab Muhammad ibn Ahmad ibn Tamin (muerto en 945).